# Rathausplatz 3 (Bad Kissingen)

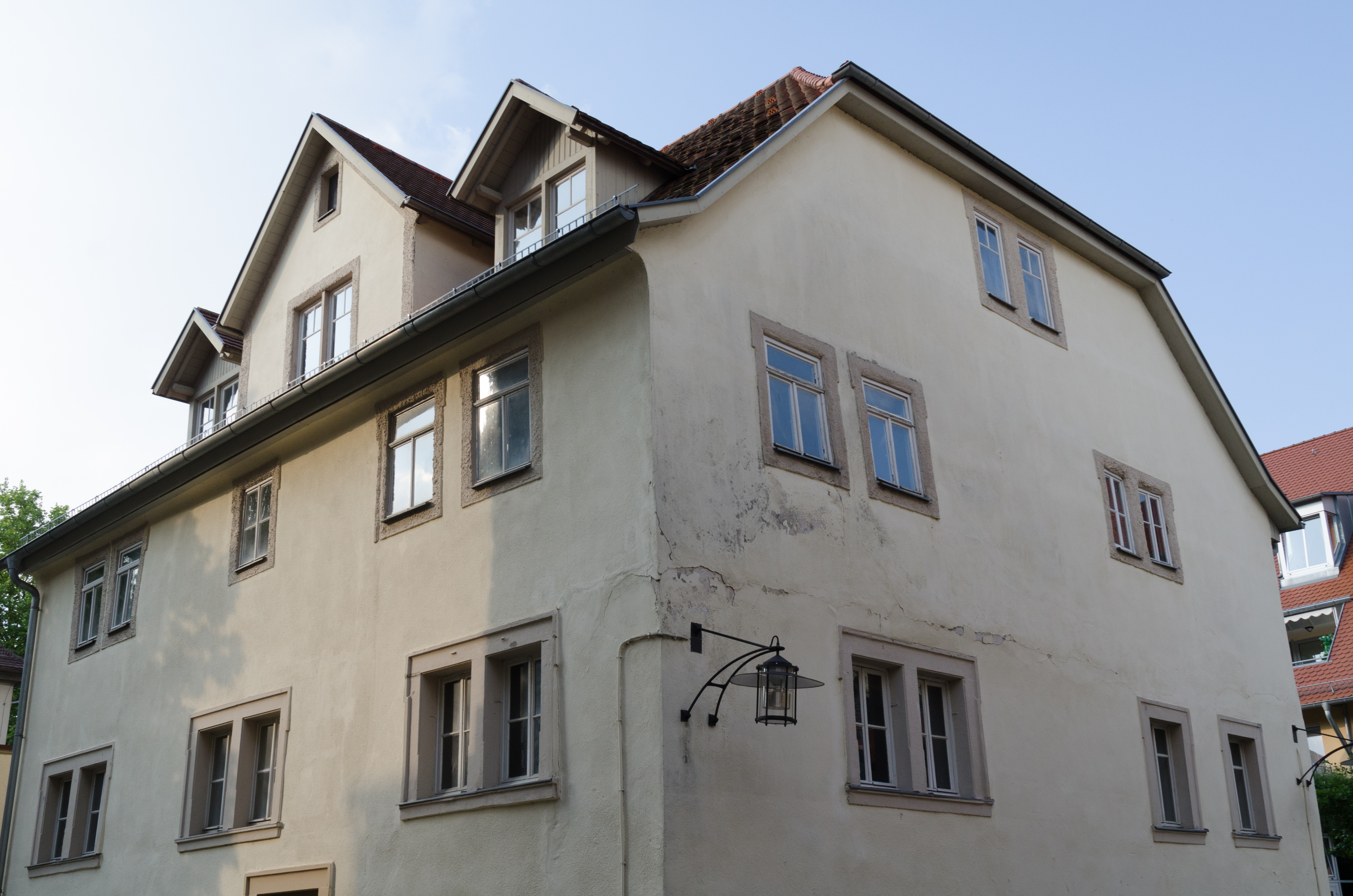
Rathausplatz 3 in Bad Kissingen

Das Gebäude Rathausplatz 3 in Bad Kissingen, der Großen Kreisstadt des unterfränkischen Landkreises Bad Kissingen, gehört zu den Bad Kissinger Baudenkmälern und ist unter der Nummer D-6-72-114-83 in der Bayerischen Denkmalliste registriert.

## Geschichte
Das Gebäude mit dem ehemaligen Namen Reichenbacher Hof diente – ähnlich wie das Anwesen Rathausplatz 4 – ursprünglich als Adelshof. Es entstand zum Großteil im 17. Jahrhundert, ist im Kern aber noch älter. Bei dem Gebäude handelt es sich um einen zweigeschossigen Halbwalmdachbau mit einem massiven Unterbau sowie verputztem Fachwerk im Obergeschoss.